# Markia longivertex
Markia longivertex är en insektsart som beskrevs av Márquez Mayaudón 1965. Markia longivertex ingår i släktet Markia och familjen vårtbitare. Inga underarter finns listade i Catalogue of Life.